# Miguel Ángel Ponce
Miguel Ángel Ponce Briseño (* 12. April 1989 in Sacramento, Kalifornien) ist ein mexikanisch-US-amerikanischer Fußballspieler, der in der Verteidigung und im Mittelfeld agiert und während seiner gesamten bisherigen Laufbahn beim Club Deportivo Guadalajara unter Vertrag stand. Seit Ende 2022 ist er vereinslos.

## Laufbahn
Sein Debüt in der mexikanischen Primera División feierte Ponce am 24. April 2010 in einem Auswärtsspiel seiner Mannschaft beim CD Cruz Azul, das 1:1 endete.
Schnell hat sich Ponce als Stammspieler in der Abwehr von Chivas Guadalajara etabliert und absolvierte unter anderem beide Finalspiele um die Copa Libertadores 2010 gegen den brasilianischen Topverein SC Internacional (1:2 und 2:3).
In der Clausura 2017 gewann er mit Chivas den zwölften  Meistertitel der Vereinsgeschichte. In derselben Halbsaison gewann er mit Chivas auch zum zweiten Mal nach 2015 den mexikanischen Pokalwettbewerb. Ein Jahr später durfte er sich ein drittes Mal über den Pokalgewinn freuen, den er in der Clausura 2018 mit dem Club Necaxa gewann, für den er zu jener Zeit auf Leihbasis spielte.

## Nationalmannschaften
2011 nahm er mit Mexiko als Gastmannschaft an der Copa América 2011 in Argentinien teil und wurde in zwei Spielen eingesetzt. Mexiko schied aber nach der Vorrunde aus.
Im Sommer 2012 nahm er mit der Olympiamannschaft an den Olympischen Spielen in London teil, bei denen Mexiko zum ersten Mal die Goldmedaille gewinnen konnte. Er wurde in fünf von sechs Spielen eingesetzt, u. a. im Finale gegen Brasilien. Für Mexiko war dies die einzige Goldmedaille in London.

## Erfolge

### Verein
- Mexikanischer Meister: Clausura 2017
- Mexikanischer Pokalsieger: Apertura 2015, Clausura 2017, Clausura 2018

### Nationalmannschaft
- Goldmedaille bei den Olympischen Spielen in London 2012